# Cavalo de trabalho

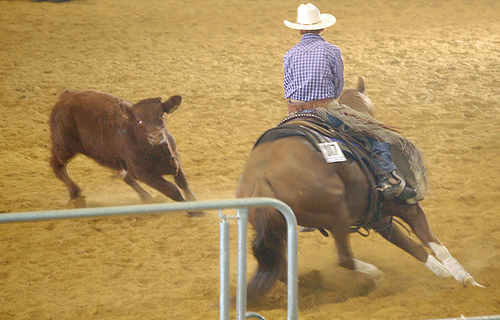
Cavalo e cavaleiro trabalhando uma vaca.

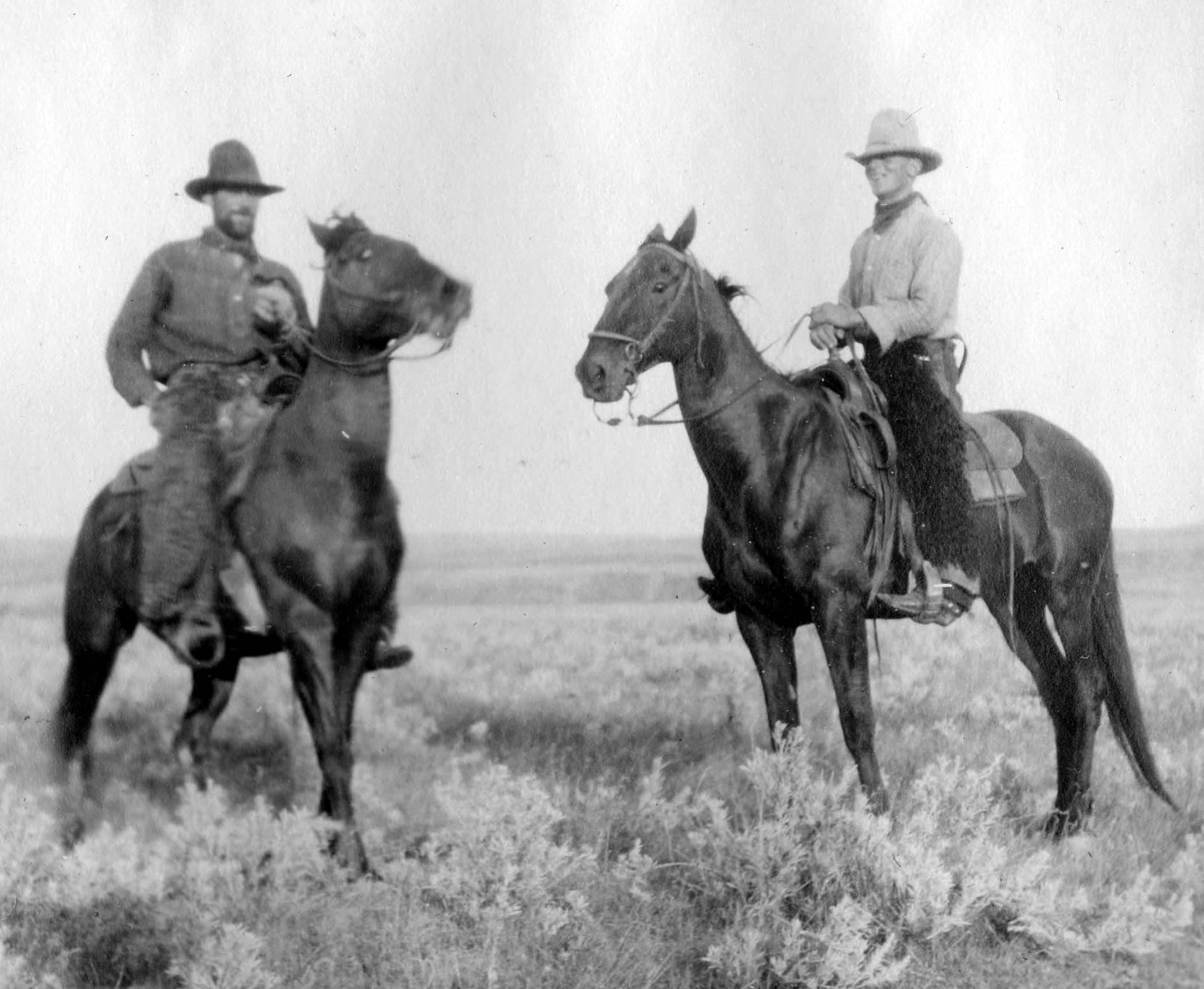
Vaqueiros de Montana e seus cavalos, cerca de 1910.

Um cavalo de trabalho (em inglês stock horse e em francês cheval de travail) é um cavalo apropriado para o trabalho com animais, particularmente gado. Nos países anglofônicos, o conceito está intimamente relacionado aos termos "cow horse" e "cow pony", termos históricos surgidos no século XIX mas ainda usados para referir-se às raças de cavalo ágeis e adaptados ao trabalho com gado. O termo cavalo de trabalho contrapõe-se a cavalo de sela, cavalo de tração e cavalo de esporte.

## Características
Cavalo de trabalho são caracterizados por sua agilidade, rapidez e por terem a parte traseira do corpo bem desenvolvida e reforçada. São frequentemente notados por sua inteligência e resposta instintiva ao movimento do gado, sendo capazes de guiar animais de maneira desejada com pouco ou nenhum auxílio dos cavaleiros que os montam. Seu uso se dá principalmente em atividades relacionadas à pecuária, em fazendas e ranchos, mas também em competições de rodeio nas quais cavalos são avaliados por sua habilidade em trabalhar o gado.

## Exemplos
O termo pode referir-se a:
- Cavalos usados para trabalhar o gado em fazendas e ranchos;
- Raças de cavalo usadas primariamente no trabalho em fazendas:
  - Australian Stock Horse
  - American Quarter Horse[1]
  - American Paint Horse[5]
  - Appaloosa[1]
  - Banker
  - Carolina Marsh Tacky
  - Florida Cracker Horse
- Cavalos usados para cavalgadas rústicas e competições relacionadas à lida com gado;
- Raças de cavalo leves cujo fenótipo inclui uma constituição reforçada com traseiro musculoso, e que mostram-se adequadas às tarefas típicas dos cavalos de trabalho. Isso inclui animais de uma variedade de raças e cruzamentos, dentre os quais:
  - Cavalo árabe
  - Morab
  - Morgan
  - Mustangue
  - Pônei das Américas
  - Quarab